# Amata perixanthia
Amata perixanthia là một loài bướm đêm thuộc phân họ Arctiinae, họ Erebidae. Loài này có ở Đài Loan, Tây Tạng và miền đông Trung Quốc.